# 发型
髮型指頭髮的修剪、整形，或戴上裝飾品所整理的頭髮型式。
通常为了审美、宗教、社交、职业或显示社会地位的原因，人類會对头发进行修剪和设计，达到不同的样式，而令到有不同的視覺效果。較常見的一些髮型有短髮、長髮、直髮、曲髮等。染髮則是其中一種髮型設計的表達方式。

## 历史
由考古壁畫可推論遠古時代人類即有髮型設計，不過古埃及是髮型研究之始。當時髮型為中線至額前剃除，其餘向後梳。由於天氣炎熱不宜留髮，上流社會間演變出以假髮做造型，出現的髮式有長、短、洋香瓜型；民間則逐步演變出男女髮型長短之不同，慢慢也有捲髮、編髮、盤繞等造型。當時美髮器具有青銅製的剃刀、鏡子、梳子等:232, 237。古希臘文明時髮型以模仿所崇拜的女神為主，喜好金色飾品，並使用緞帶、布料等裝飾。古羅馬造型也受其影響，但裝飾品材料有貴金屬、寶石、珍珠等等。三世紀有流行過尖椎式髮型，公元444年則開始有了染髮紀錄，染劑顏色有赤、白、金等。:237-238。
中世紀流行三結編或兩條紐轉編、長條加緞帶編兩邊垂下等髮型，頰側呈漩渦狀:238。文藝復興後髮型日趨華麗，到了巴洛克、洛可可時期，甚或開始使用假髮包以製作誇張造型，以宣示自身財富、地位:12。
在東方，中國自殷商時期已有獸骨、象牙、玉等材料製成的髮髻，男女皆使用。封建時期髮型被納入冠服制度中，有嚴格的等級制度。春秋戰國時期有墮馬髻、椎髮等流行款式。三國時期流行薄如蟬翼的鬢髮，名為「蟬鬢」或「雲鬢」。魏晉流行靈蛇髻，相傳為魏文帝甄皇后所創。晉朝有盤桓髻、南朝有飛天髻；隋唐流行高髻，裝飾物眾多而華麗，例如在髮簪上綴以垂下的五彩珠玉，一步一搖，名為「步搖」。五代又流行高髮式的朝天髻。宋元明頭戴「顧姑」為特色；清代則同時有滿族、漢族不同的髮型流行；清末至民國西方髮型漸入，:233-236:13。
20世紀因工業文明，流行速度加速；同時東西方審美也因交流趨於一致:240。

## 設計技術
髮型設計包括梳、編、剪、燙、染、整等技術，在考量被設計者的身型、頭型、臉型、五官比例，以及髮質、髮量、髮長和髮色的情況下，依據美學原理和流行趨勢，做出符合個人特質的造型:12。

### 剪髮
以剪髮方式設計髮型，會改變頭髮的長度、輪廓、層次、厚度及量感。長度部分可以依髮長位置區別長髮、短髮，但髮型四周可以剪成不同的長度，進而形成多種不同的輪廓。而較下層頭髮與較上層頭髮間的長度差距，則構成層次的不同:15-16。
厚度和量感則是受到髮尾影響。髮毛集中堆積會感覺較厚重、若分散則較薄；而整齊或參差的程度則會影響髮量感覺:16。

### 燙髮
古埃及時代即有燙髮技術，是將頭髮卷曲與樹枝上、敷泥後，以太陽的熱量達成燙髮效果。後來有用木炭加熱燙髮工具來燙髮的做法。1906年，美髮師卡爾·內斯勒設計了以電加熱的熱燙機，1932年又發展出以生石灰遇水生熱原理的化學式熱燙。1938年到1940年間冷燙技術發明，採用硫帶甘醇酸溶液還原角質中的二硫化鍵的原則，先以第一劑藥水改變頭髮捲度，再以第二劑固定。熱燙與冷燙原理結合則成為熱塑燙，可以用於將髮燙直，稱為離子燙。

## 對髮型的規範
作為服裝儀容規範的一部分，一些團體和職業會對成員的髮型做出規範，這種髮型的規範又稱「髮禁」。目前中国大陆的中学教育阶段，学生也被强制要求不得留长发。亦出现学生因不愿剪短发而自杀的极端个案。

## 流行髮式

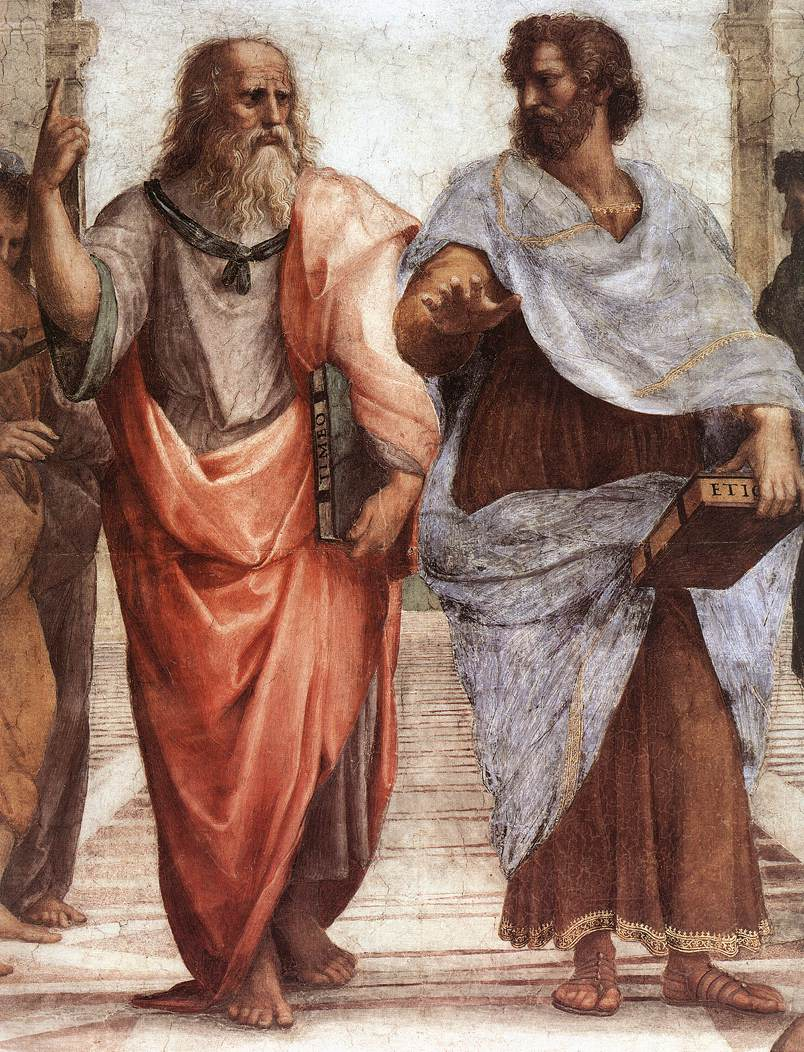
柏拉圖的禿頭與亞里士多德的髮型

髮型在現代有已發展出大量髮式，且可按個人喜好、創意作出微調，改變髮型。下表將常見的列出闡述，以繁體漢字筆劃排列。

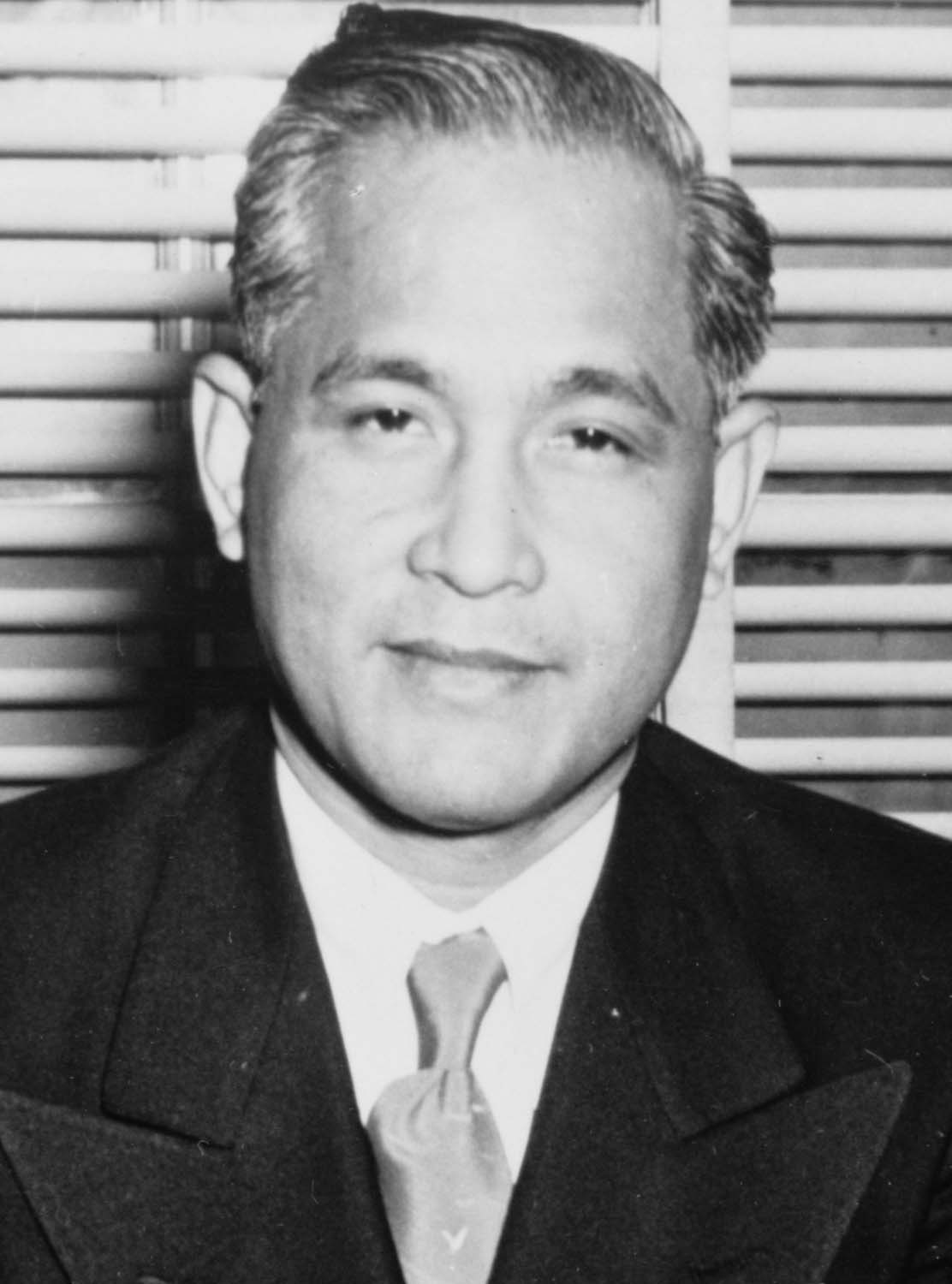
卡洛斯·加西亞，1957至1961的菲律賓總統

- 三七分界、八二分界、九一分界、四六分界－ 將頭髮以一定比例的型式劃分。
- 中間分界－ 將頭髮從中間分開成兩邊。
- 弄起 (英語: gel)－跟弄亂相似用上述或其他物質將頭髮弄起，如果頭髮比較短的話不需要借助物質都會自然向上。弄起亦可將兩側的頭髮剪短而正前方向上或部分向上。
- 束髮－ 將頭髮在腦後束成馬尾。
- 弄亂 (英語: muss)－ 用水、髮蠟、髮泥、凝膠、噴髮膠、啫喱等物質隨個人喜好弄亂頭髮，弄亂可以全部頭髮隨意弄亂，亦可按三七分界的形式或其他形式弄亂。

- 長髮－ 長髮可以分界或者梳後及肩或長至背。

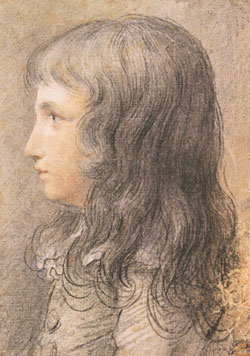
路易十七幼年(8岁)

- 剃光－ 剃去全部頭髮，剃光給人一種脫俗的感覺。西元前5世紀佛教傳入，佛教僧侶跟隨佛法剃去髮鬋。剃光頭髮通常見於中年男子、兒童、成熟的男人或老者。
- 特殊髮型－ 從自己的創意設計出的髮型或由設計師的髮式，例如在透薄的頭髮以不一的長度顯現出特殊圖案、文字。
- 梳後－ 將頭髮梳向後，或使用髮蠟等定型物質將頭髮移後，露出髮線、前額。可以將兩側及後方的頭髮剪短，只保留上方的頭髮，這種方式更易於打理。
- 捲髮- 自然捲曲。
- 陸軍裝－ 陸軍裝是將全部頭髮剪短至1-6毫米，一般為紀律部隊、軍人的正規髮式。
- 短髮－ 短的頭髮。可以有多種不同變化，短而直、天生捲曲亦為常見，可以稍留長前方頭髮，使之程尖起狀。亦可將前方的頭髮移後，在後方有次序撓起。
- 瀏海－ 額前的頭髮，以男性來說，一般有斜蔭遮掩一邊一部分眉。相傳這種髮型與道教全真道北五祖之一的劉海相同，故這種髮式也被稱為「劉海」。
- 髮蔭－ 前額斜向垂下的長髮，一般配答中長髮造型。
- 髮尾－ 頭後方向下貼近後頸的頭髮，通常會剪得比較碎。常配合髮蔭。
- 燙髮－ 燙髮是利用燙髮藥水，配合高熱(燙髮夾、燙髮捲、離子夾等儀器)為頭髮造型，每天睡覺、洗澡後仍只需略加整理便可維持頭髮的造型、捲曲，燙髮可維持1-3個月或更久，視乎藥水之質量及個人保養。陶瓷曲髮是使用陶瓷芯的儀器去燙髮，燙髮後更利於造型。其他方法有數碼曲髮，使用混合膠的發熱芯操作。燙髮過多會使頭髮受損。

## 发型种类
傳統髮型大致可分為披髮、結髮、辮髮三大類，現代運用燙髮、染髮、髮膠等，可有更多不同的變化，不受限於傳統的分類。有的髮型本身跨二種以上的分類，如盤龍髻就是辮髮後再結髮。所以不易有絕對的分類標準。

### 屬於披髮類的髮型

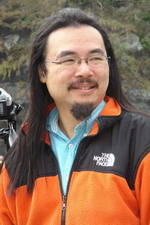
男士長髮
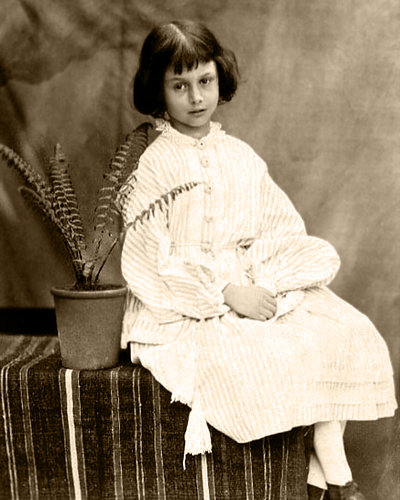
古典短髮
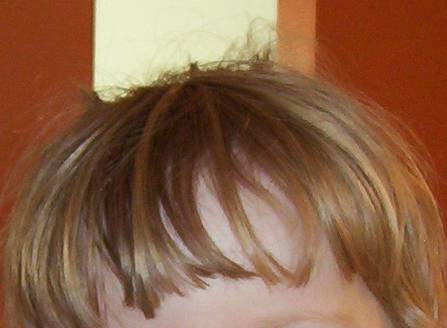
浏海
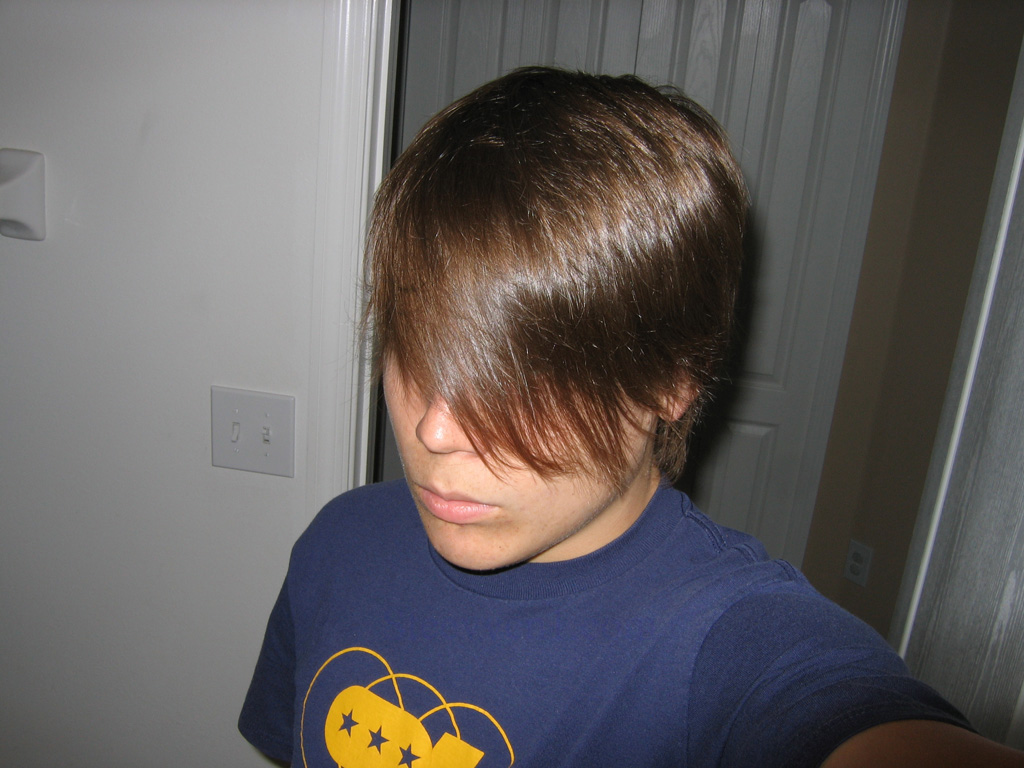
Emo
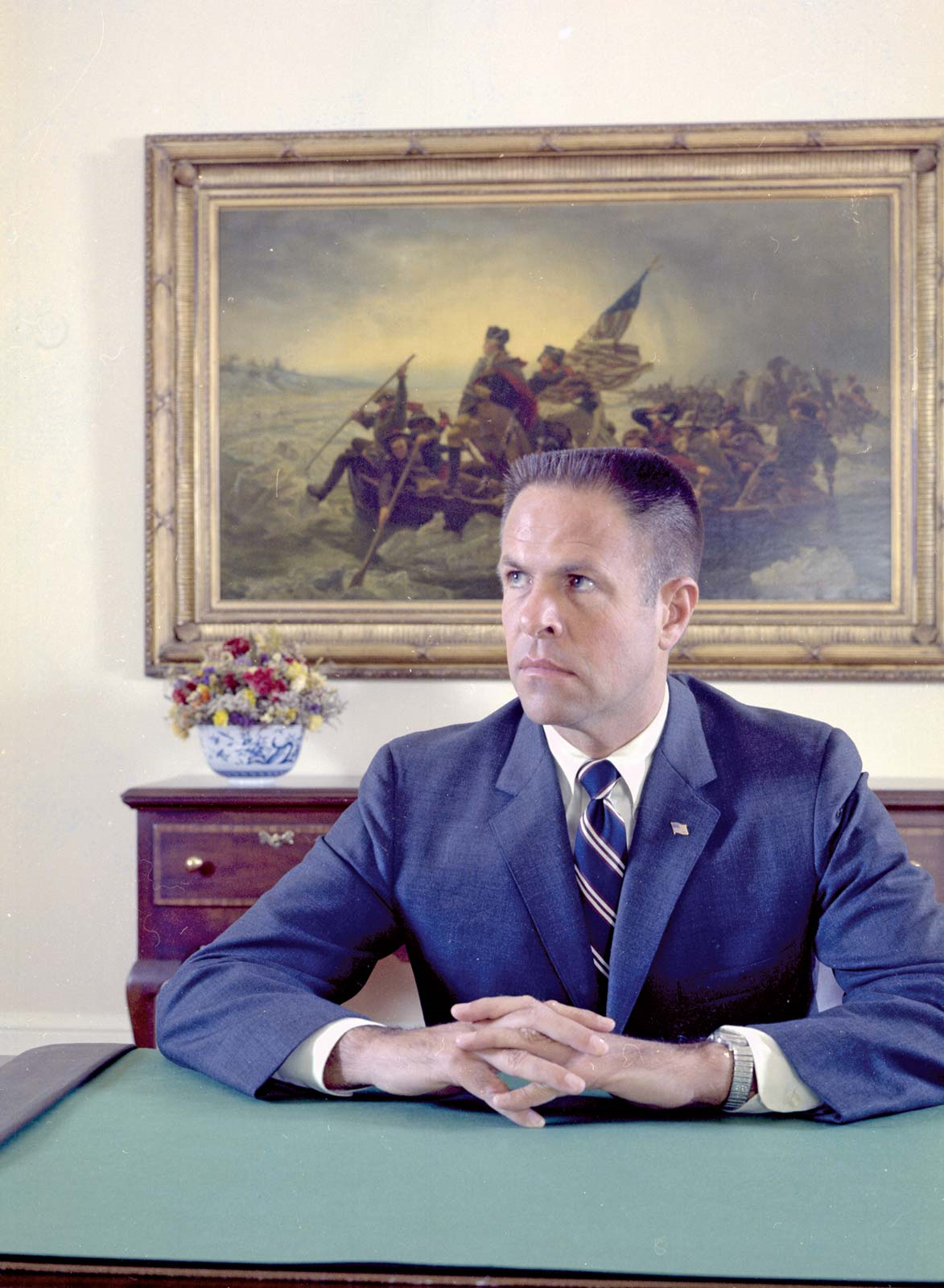
平头
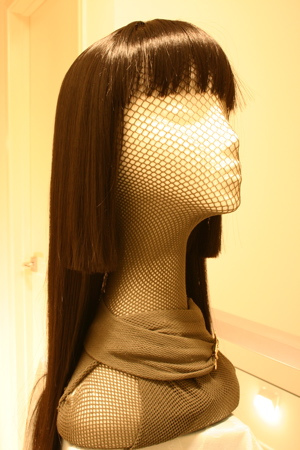
姬髮式
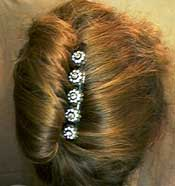
扭捲
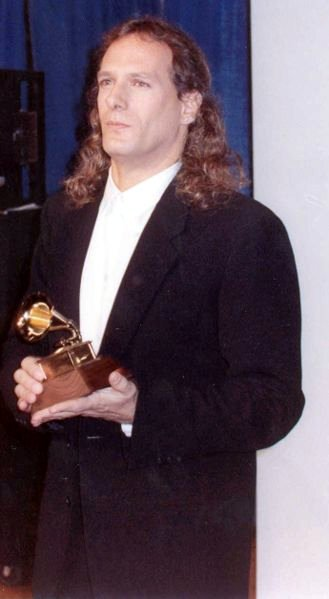
Mullet
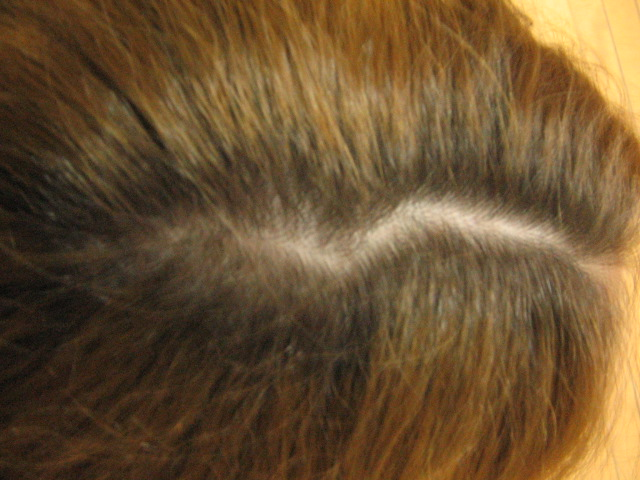
分头
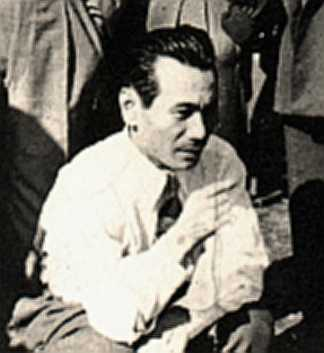
Pompadour
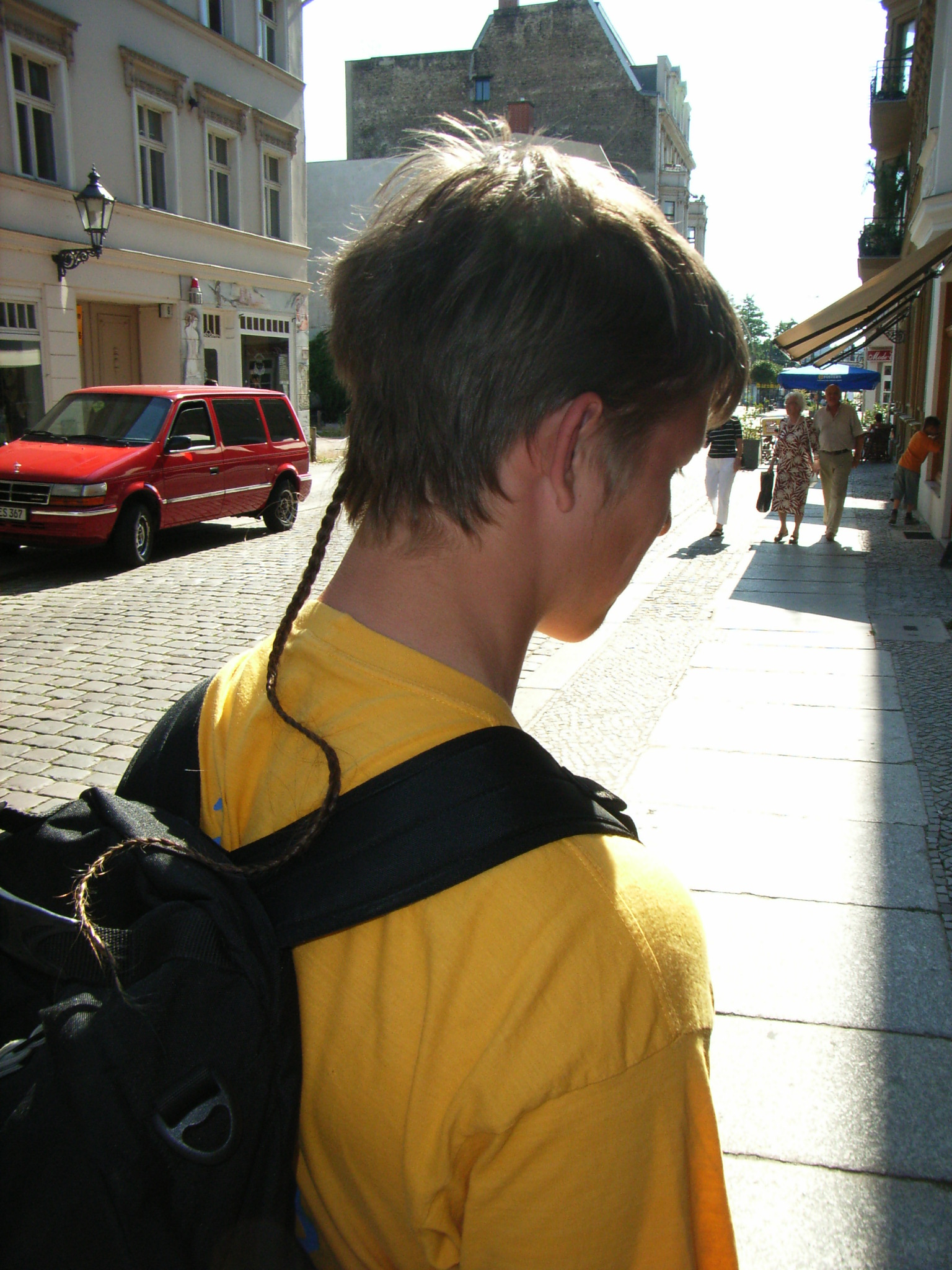
Rattail
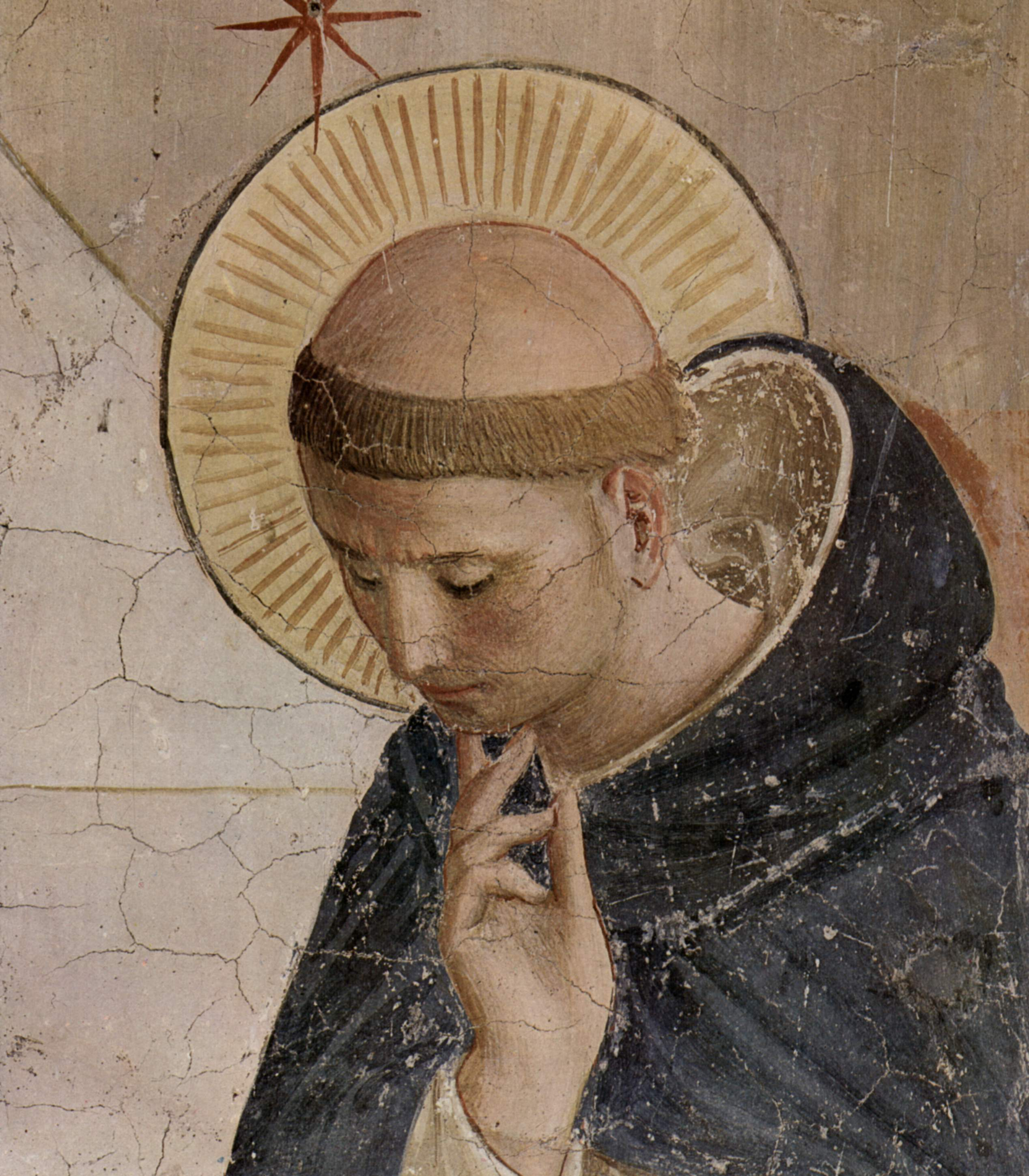
Tonsure

### 屬於結髮類的的髮型

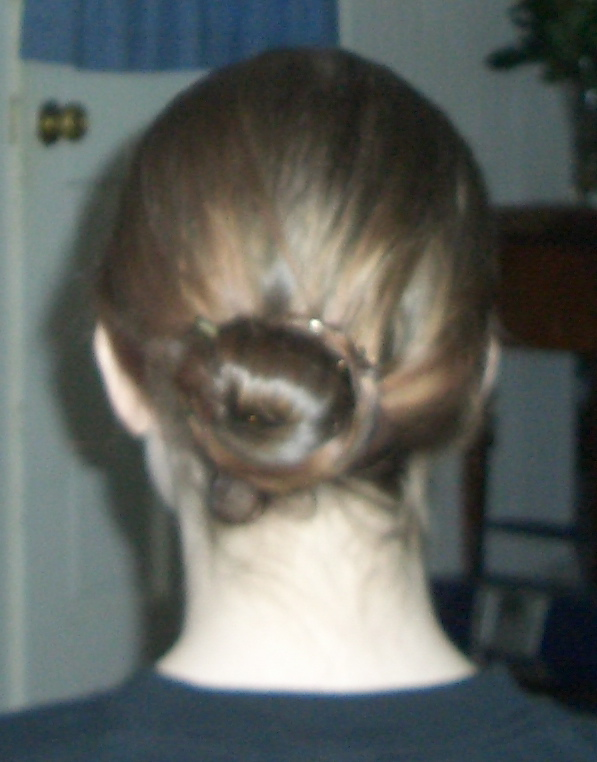
圓髻
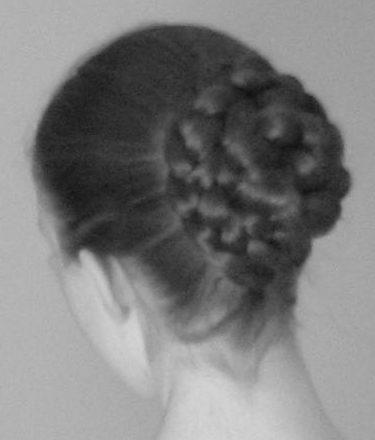
盤龍髻
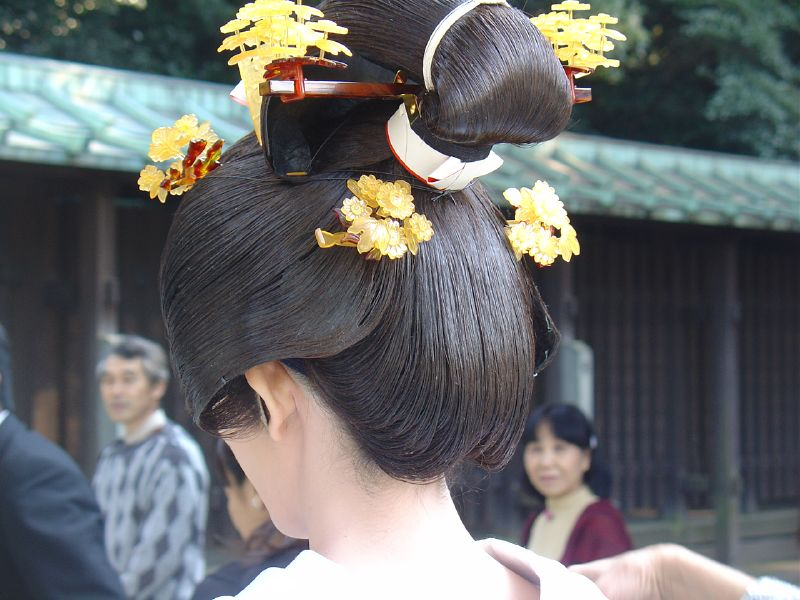
日本新娘的傳統髮型
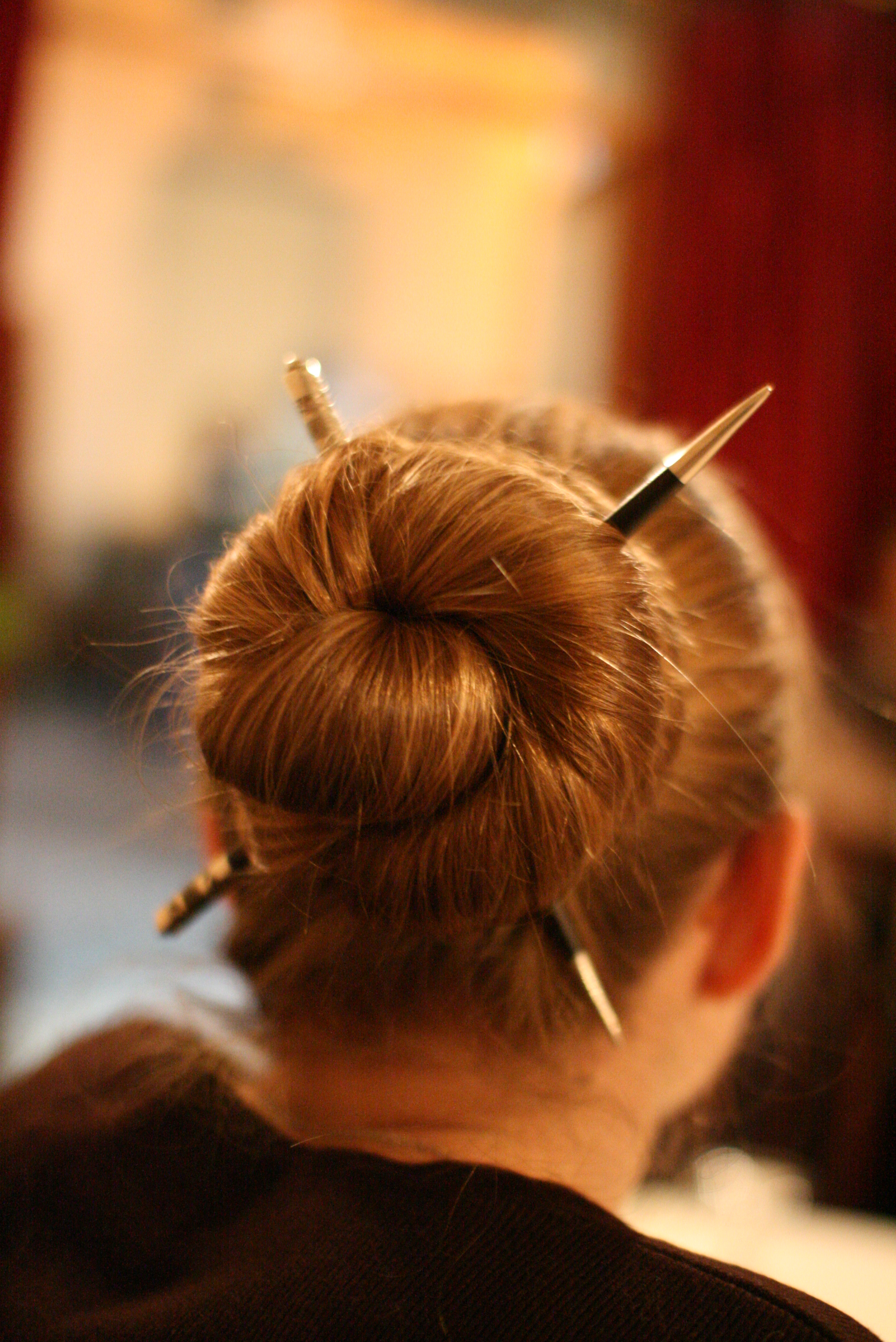
用笄的髻

### 屬於辮髮類的髮型

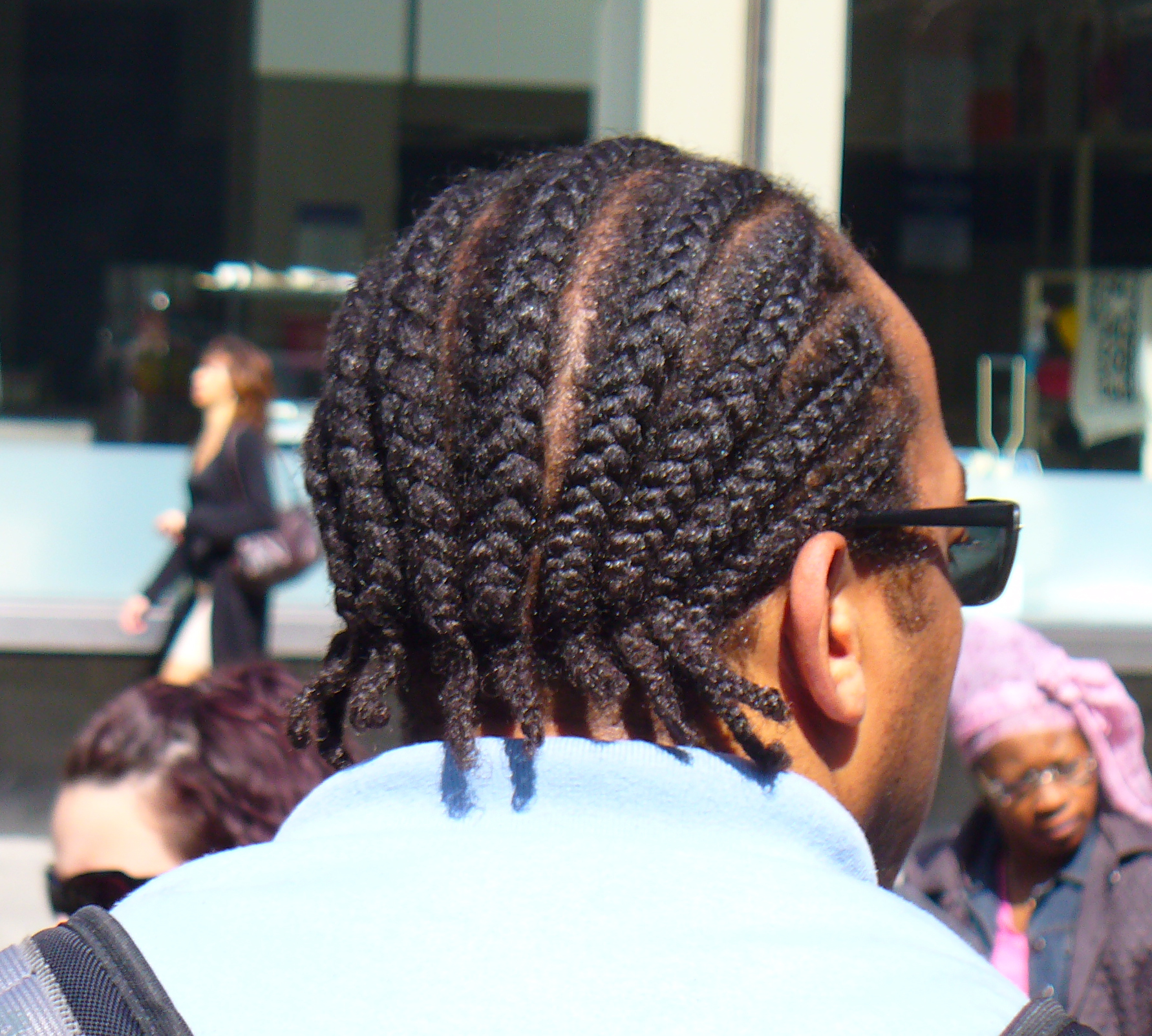
Cornrows
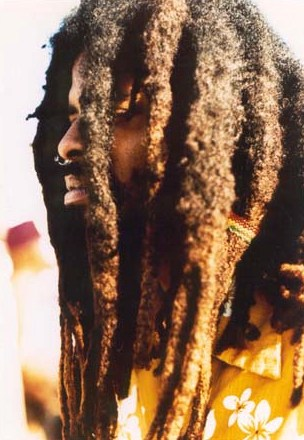
Dreadlocks
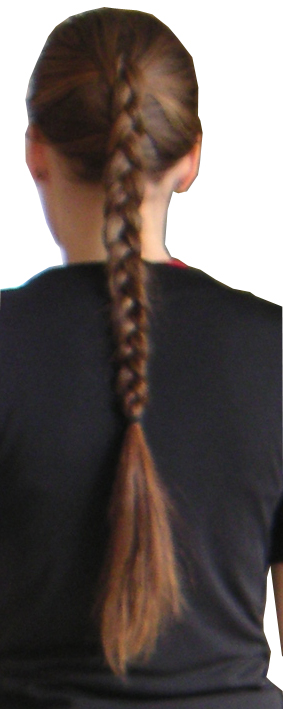
法式髮辮
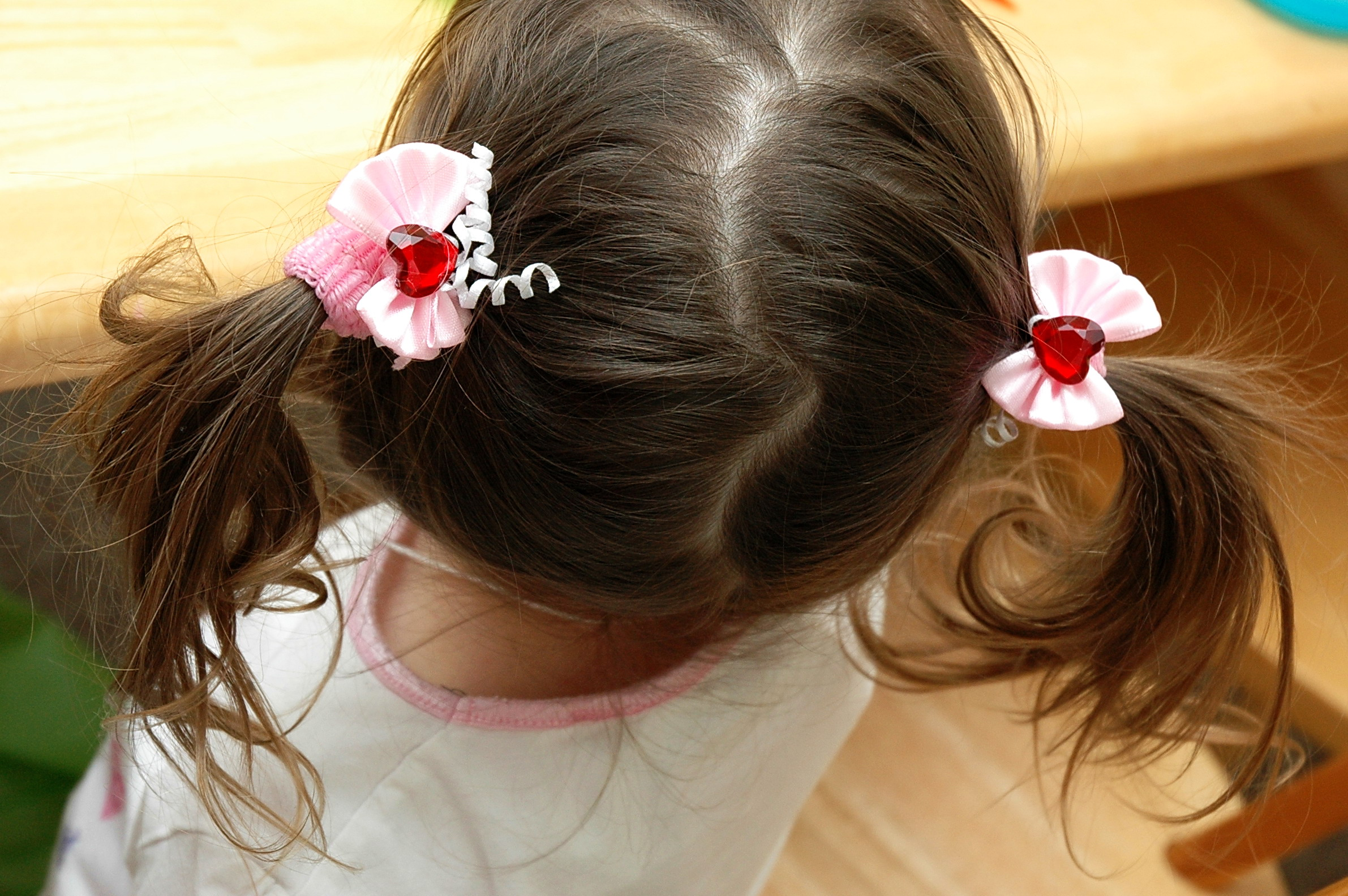
双马尾
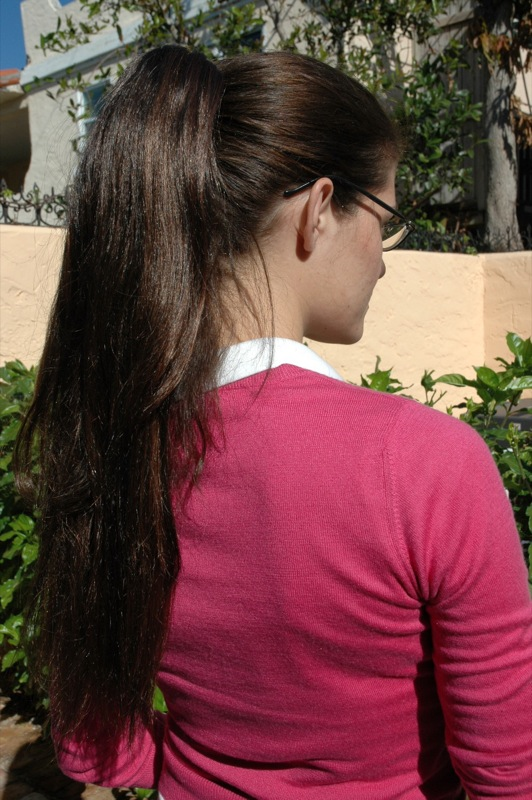
馬尾
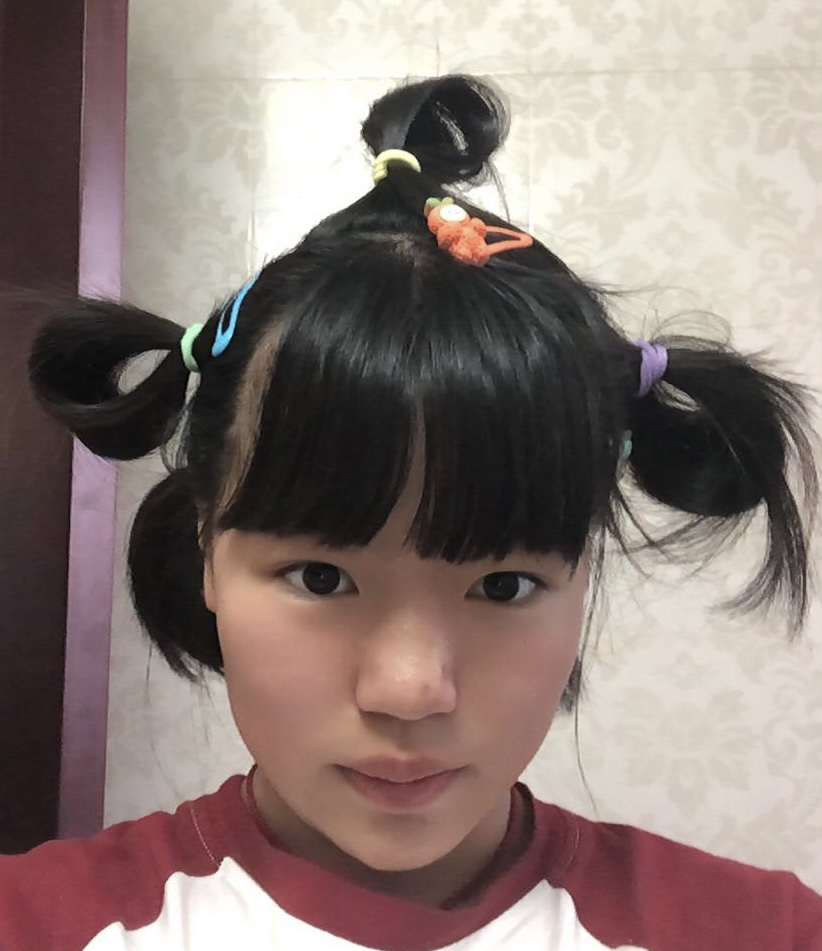
五马尾，其中三个是环形辫

### 運用燙髮、髮膠等做出的髮型

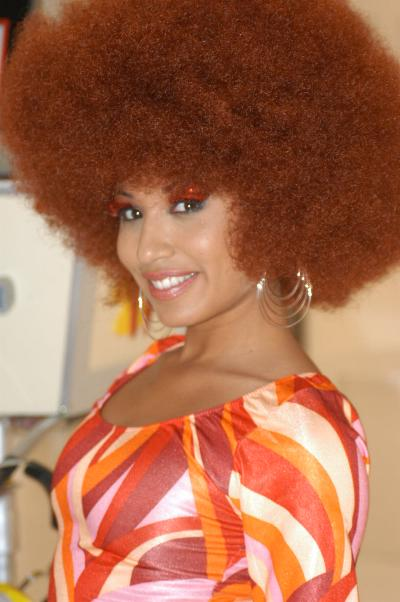
爆炸式
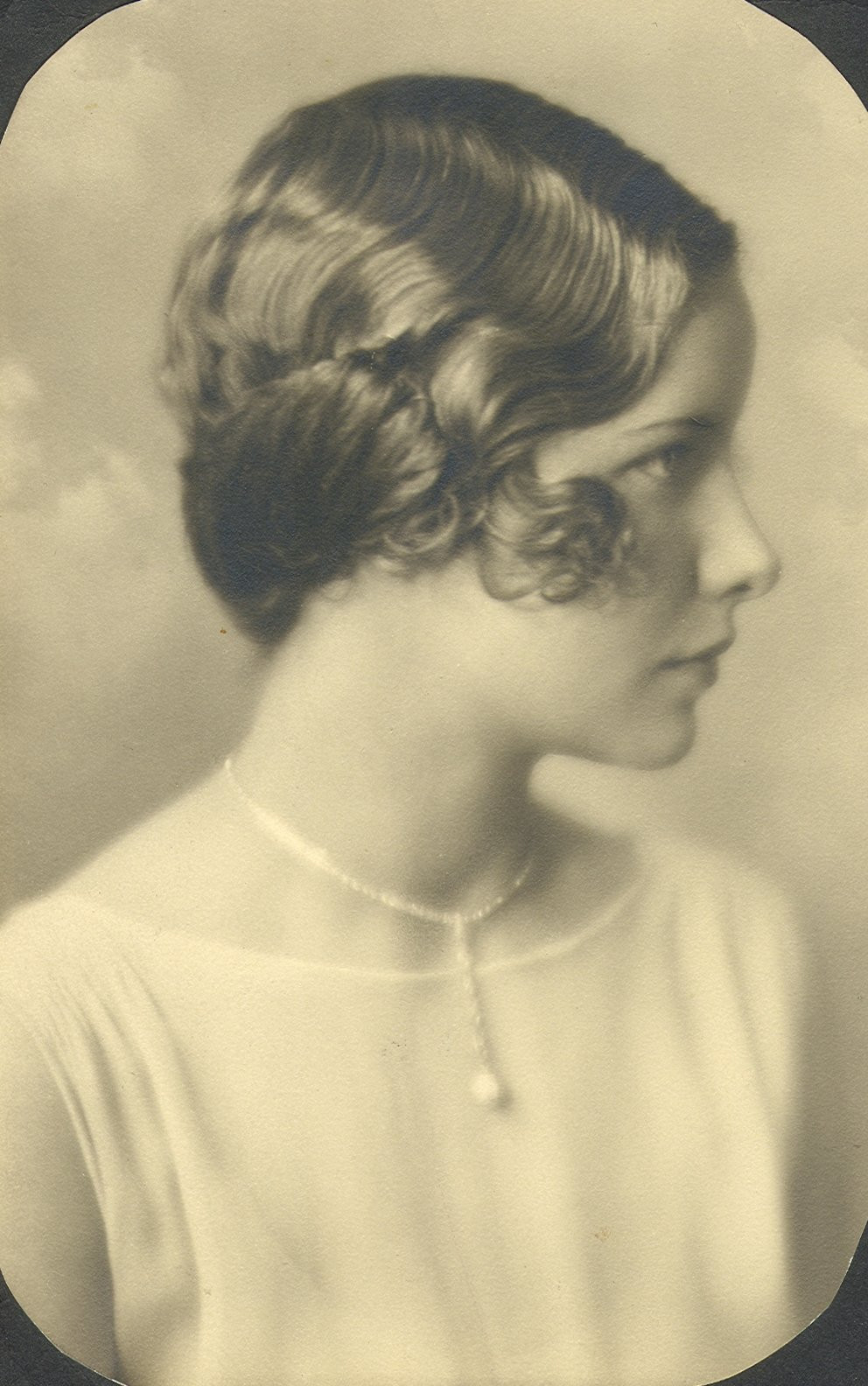
Finger wave
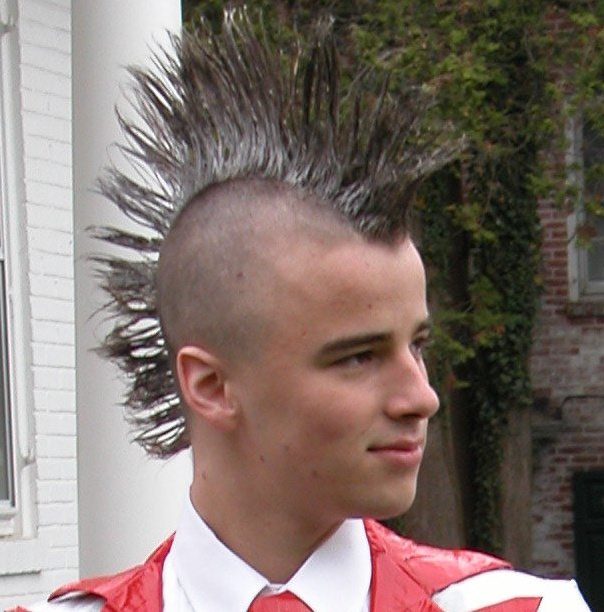
莫西干头
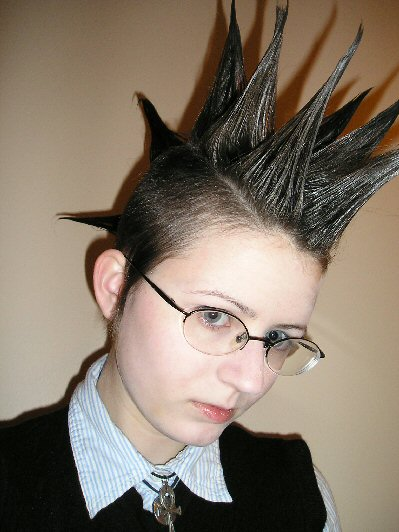
Liberty spikes
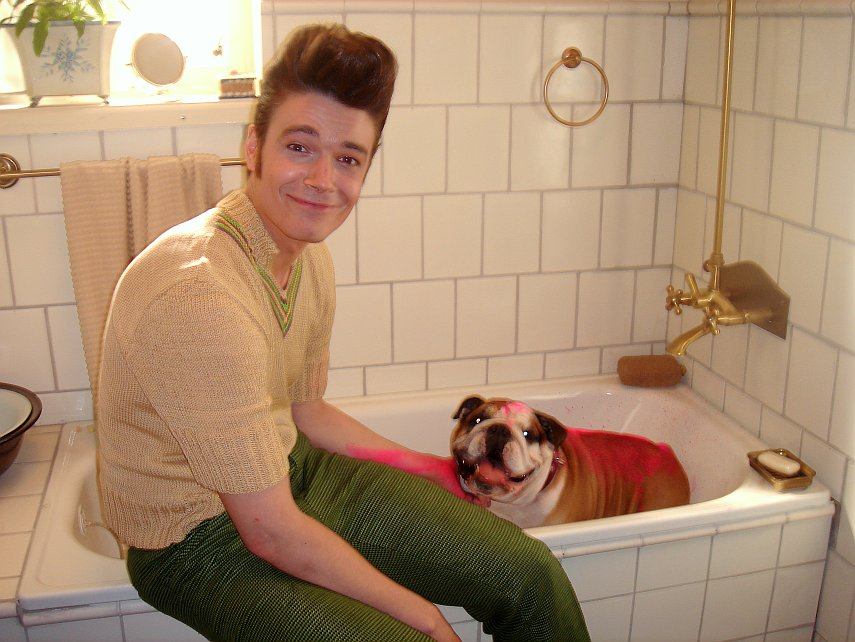
Quiff